# Нічний суд
Нічний суд (англ. Night Court; інша назва — Справедливість для продажу, англ. Justice for Sale) — американський фільм-нуар режисера В. С. Ван Дайка 1932 року.

## Сюжет
Ендрю Моффетт — корумпований суддя, якому вдалося підкупити чи не всіх в місті. Під опалу Моффетта потрапляє Мері Томас: до дівчини випадково потрапляють докази, що свідчать проти судді. Чоловік Мері, Майк, в розпачі — адже він нічого не може зробити проти могутнього судді!
Пізніше йому вдається зв'язатися з дружиною, вона розповідає Майку про документи, які так небезпечні для Моффетта. Ховаючись від поліції, розлючений Майк придумує план помсти.

## У ролях
- Філліпс Холмс — Майк Томас
- Волтер Хьюстон — суддя Ендрю Моффетт
- Аніта Пейдж — Мері Томас
- Льюїс Стоун — суддя Осгуд
- Мері Карлайл — Елізабет Осгуд
- Джон Мільян — Кроуфорд
- Джин Хершолт — двірник
- Таллі Маршалл — Гроган
- Ноель Френсіс — Ліл Бейкер